# أنطونيو دي جيسوس دياز
أنطونيو دي جيسوس دياز هو سياسي برازيلي، ولد في 28 ديسمبر 1942 في أنابوليس في البرازيل، وتوفي في 3 سبتمبر 2020 بسبب مرض فيروس كورونا 2019. نشط حزبياً في حزب الحركة الديمقراطية ‏. في 1986 Brazilian parliamentary election ‏، انتخب عضو مجلس النواب البرازيلي ‏ عن دائرة Goiás ‏.